# Trage distelsnuitkever
De trage distelsnuitkever  (Cleonis pigra) is een kever behorend tot de familie van de snuitkevers.

## Kenmerken
Het relatief dikke lichaam heeft een zwarte kleur maar is bedekt met een korte, lichtere beharing. De onduidelijke markeringen op het halsschild en de dekschilden zijn te wijten aan verschillende lengtes van de beharing en de dienovereenkomstig verschillende zichtbaarheid van de donkere lichaamskleur. Hoe meer het haar verdwijnt door slijtage, des te donkerder de lichaamskleur lijkt. De lichaamslengte varieert tussen de tien en zestien millimeter.
De monddelen zijn op een voorwaartse verlenging van de kop geplaatst, het rostrum. Het rostrum is hoekig, aan de bovenzijde afgeplat en is langer dan de rest van de kop. Aan de bovenzijde heeft het rostrum drie longitudinale groeven, waarvan de middelste het pronotum bereikt. De lengtegroeven zijn licht behaard en gescheiden door kieltjes; de laterale groeven zijn eveneens aan de buitenzijde begrensd door een kiel. Van bovenaf zijn dus vier kielen en drie groeven zichtbaar. 
De antennebasis is gelegen onder de onderste kiel van de proboscis en kan in een trogvormige groef worden gestoken die onder een hoek van 45 graden naar beneden loopt. Deze antennegroef is van bovenaf niet te zien en reikt tot ruim voor de ogen tot aan de onderkant van de snuitpunt. Het eerste flagellum of antennelid wordt de scapus genoemd en is langer dan het tweede (de pedicel). De langwerpige ogen bevinden zich aan de zijkant van de kop, ze zijn licht gekromd en ovaal van vorm.
Het halsschild heeft aan elke zijde twee min of meer duidelijke lichte longitudinale banden, een bredere die aan de bovenzijde van de zijkant ligt en, evenwijdig daaraan, een smallere verder naar onderen, die ongeveer ter hoogte van de buitenste kielen van de romp ontstaat. De voorkant van het halsschild is in het onderste gedeelte naar voren (oogkwab) zijdelings uitgezet. Het halsschild is gewoonlijk gekield, waarbij de kiel voor het midden iets verbreed is. Net als de basis van de dekvleugels is ook het halsschild bedekt met glanzende bultjes.
Op elk dekschild bevinden zich drie, vaak onduidelijke, donkere, schuine banden die onder een hoek van ongeveer 45° lopen van de voorkant naar buiten naar de achterkant naar binnen richting de middennaad. Het scutellum is klein maar duidelijk zichtbaar.
De krachtige poten zijn voorzien van duidelijk gelede tarsi. De tarsi-segmenten zijn kort, de eerste is het langst en de andere twee zijn ongeveer even lang.

## Levenswijze
De larven ontwikkelen zich in de wortelhals van verschillende distelplanten en in grote klit en gewone klit. Kevers zijn ook gekweekt uit de wortelgallen van centauriesoorten als  Centaurea maculosa, Centaurea diffusa en Centaurea arenaria. De belangrijkste gastheer is echter de akkerdistel.
Volwassen exemplaren zijn het hele jaar door te vinden, de nieuwe generatie verschijnt in augustus. De volwassenen overwinteren. Het jaar daarop leggen de vrouwtjes hun eieren van half april tot eind juni in de wortelhals, de onderste stengeldelen of zelfs in de basis van de hoofdnerf van de bladeren. De larven eten zich een weg naar beneden in de wortels. In de wortel ontwikkelt zich een spoelvormige gal rond de voedingsplaats. De verpopping vindt plaats in de wortel.
Afhankelijk van het spectrum aan waardplanten wordt de kever vaker, maar niet uitsluitend, aangetroffen in warmere en drogere habitats.

## Verspreiding
Deze Palearctische soort komt bijna overal in Europa voor, behalve in de noordelijke delen van Scandinavië, en is de meest voorkomende soort van de geslachtengroep Cleonini. In het zuiden wordt de soort ook aangetroffen in Noord-Afrika, en in het oosten strekt het verspreidingsgebied zich uit voorbij Siberië, Mongolië en China tot aan de Stille Oceaan.
De kever is ook gemeld uit Noord-Amerika.

## Naam
De wetenschappelijke geslachtsnaam Cleonis komt uit het Oudgrieks. κλέος kléos “roem” afgeleid. De soortaanduiding piger (Latijn) betekent “langzaam”.

## Foto's

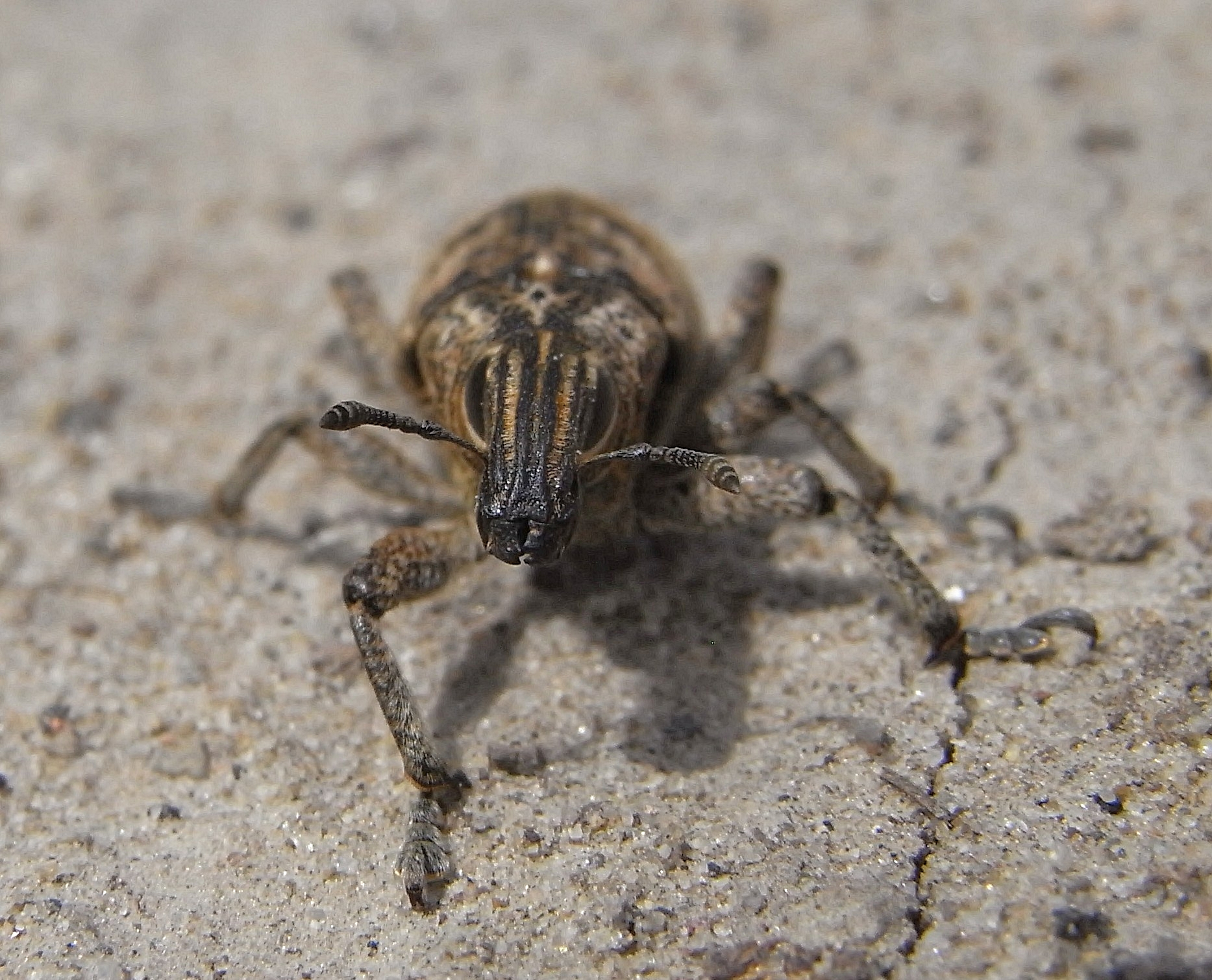
Vooraanzicht
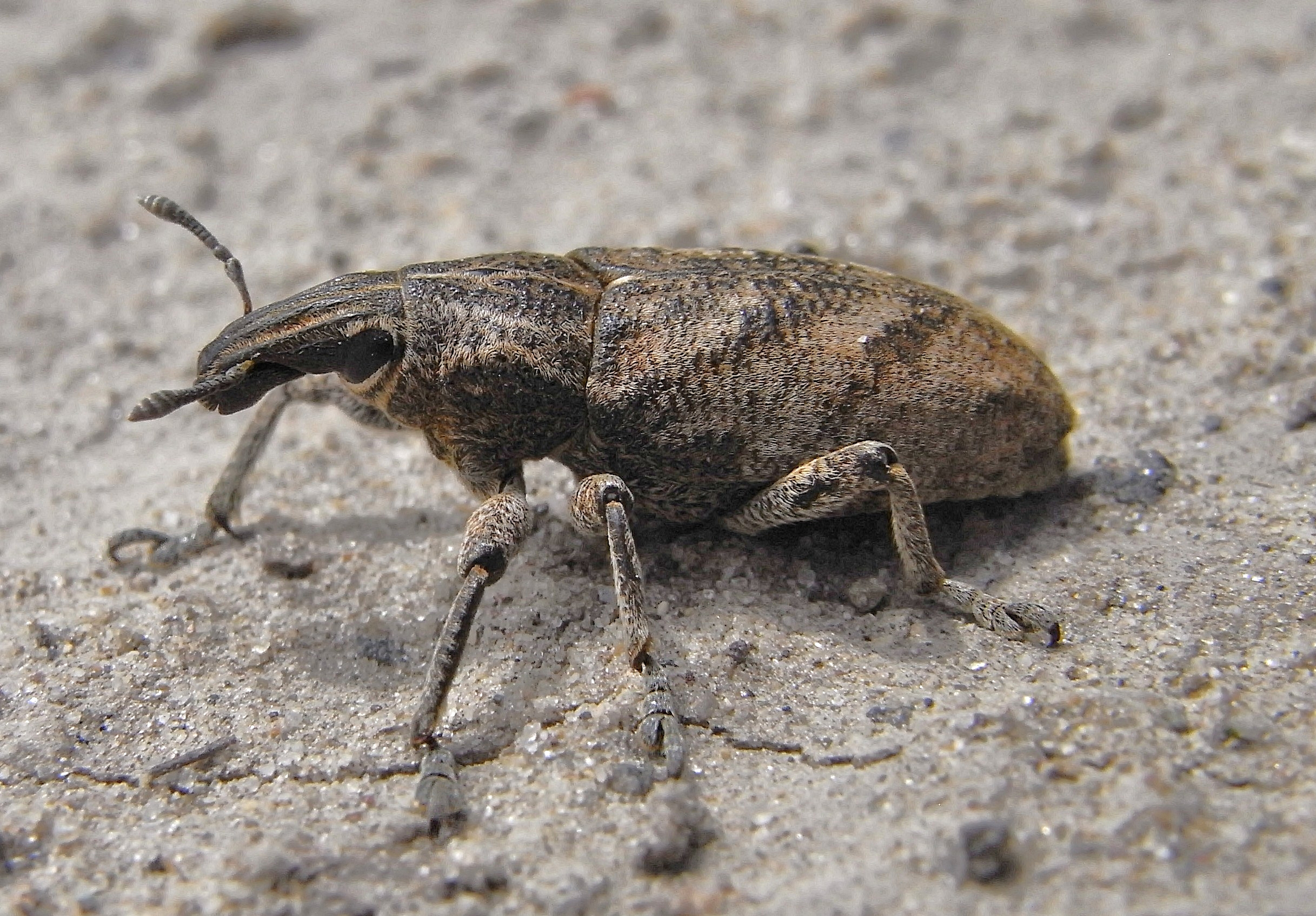
Zijaanzicht